# Udgir

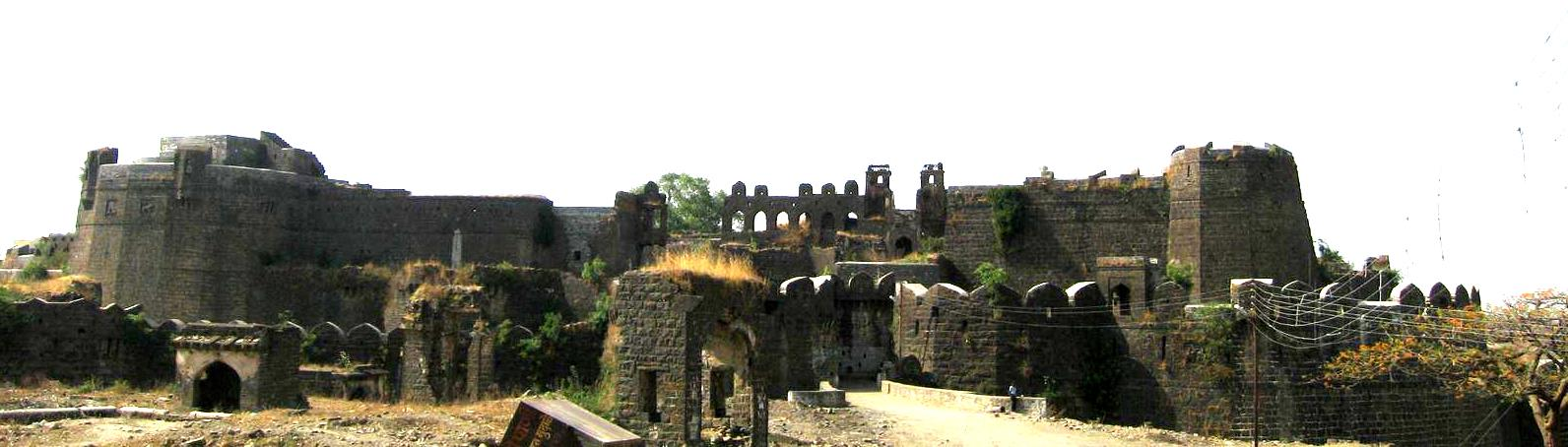
Fortet i Udgir.

Udgir är en stad i delstaten Maharashtra i västra Indien, och tillhör distriktet Latur. Folkmängden uppgick till 103 550 invånare vid folkräkningen 2011.